# Koijujärvi (Hietaniemi socken, Norrbotten)
Koijujärvi är en sjö i Övertorneå kommun i Norrbotten och ingår i Keräsjokis huvudavrinningsområde.